# Большая Мотовилиха
Больша́я Мотови́лиха (устар. Мотови́лиха) — малая река в городе Перми, приток Камы. Берёт начало вблизи верховьев реки Мось и течёт в северо-западном направлении. Правый приток — Малая Мотовилиха, левый приток — Огаршиха.
В 1736 году в устье реки был основан Мотовилихинский медеплавильный завод, использовавший реку в качестве двигательной силы. В 1863 году завод был закрыт, а на его месте созданы оружейные Мотовилихинские заводы. Посёлок Мотовилиха в 1925 году получил статус города, а с 1938 года входит в состав города Перми как Мотовилихинский район.